# Leuchars
Leuchars, in gaelico scozzese Luachar, è una piccola città situata sulla costa nordorientale del Fife, Scozia, Regno Unito, a circa 3 km da Guardbridge, 11 da St Andrews e 11 da Dundee. Al censimento del 2001 aveva una popolazione di 2.518 abitanti.
Leuchars è nota per essere adiacente alla base della Royal Air Force, sede fra l'altro dei Tornado F3.
La città ospita la chiesa di San Athernase risalente al XII secolo, ottimo esempio di architettura romanica scozzese.